# پسهندو

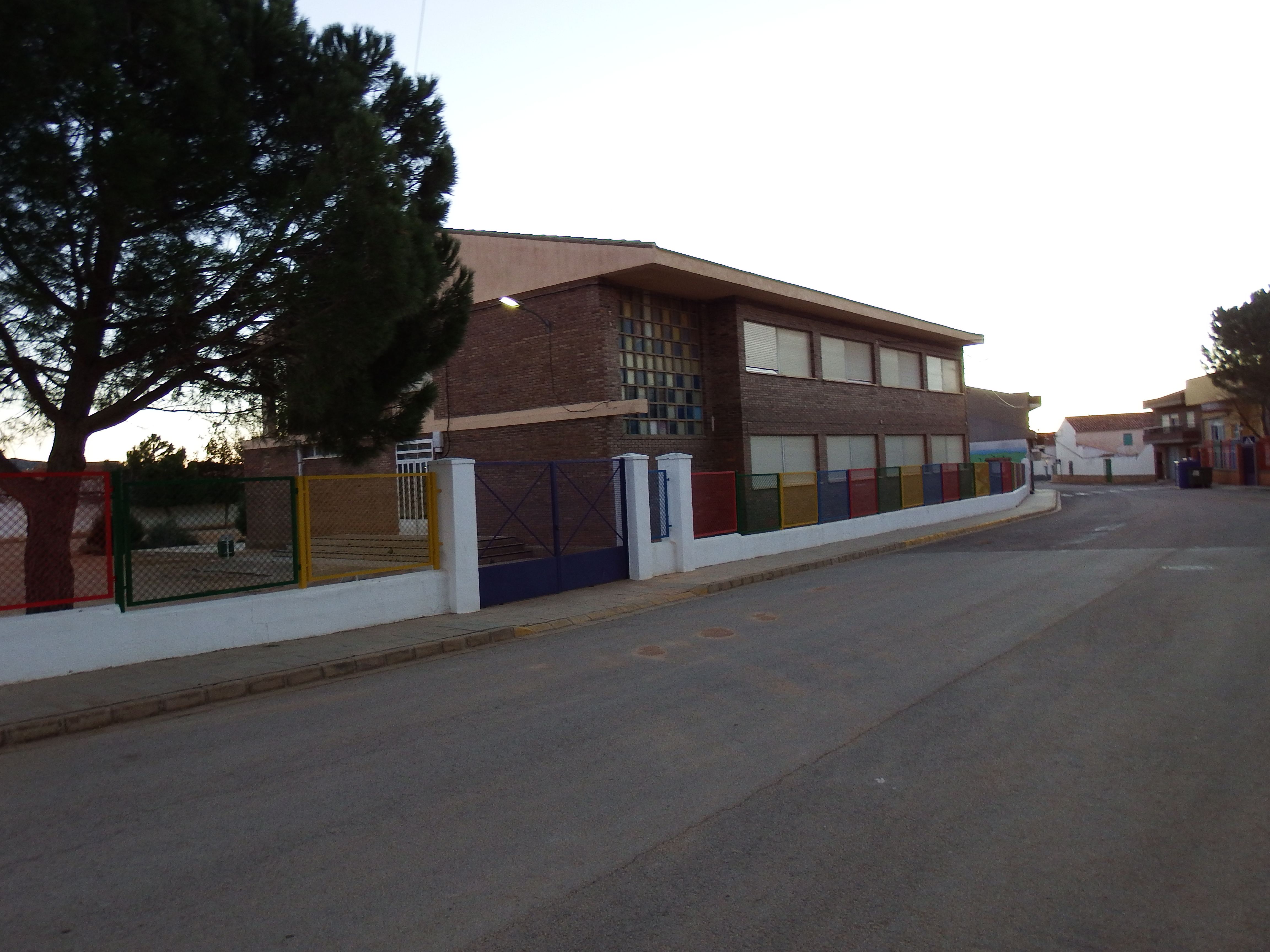
نمایی از یک دبستان در پُسُهُندو، دهستانی در استان آلباستهٔ اسپانیا - ۲۰۱۹

پُسُهُندو دهستانی در استان آلباستهٔ اسپانیا است.
در این دهستان ۱۸۴۰ نفر زندگی می‌کنند. مساحت این دهستان ۱۳۵٫۹۶ کیلومتر مربع است.